# Cala Guix
Cala Guix és una cala del barri de Sant Agustí de la ciutat de Mallorca situada entre Cala Nova i Cala Major. Més que una cala es tracta d'una lleugera entrada de la mar dins la costa, delimitada per les roques del Pujolar i per la punta que la separa de Cala Nova, i molt antropitzada: tota la riba de la cala està urbanitzada a pocs metres del límit de la mar, de manera que els hotels, bars i cases particulars que hi confronten han bastit escales per accedir-hi i plataformes de ciment per fer més confortable el bany i el descans. Hi ha tres accessos possibles per terra: hom hi pot accedir per una plataforma condicionada que la connecta amb la platja de Cala Nova, per unes escales que davallen de l'avinguda Joan Miró (alçada nº 305) o bé per unes escales que davallen del carrer de Margarita Retuerto; també és possible accedir-hi per un dels edificis particulars que hi confronten.
A la cala, en general, el bany és difícil, atès que la riba és principalment rocosa; no obstant això, a la part més pròxima a Cala Nova hi ha un petit redol d'arena (no natural) d'uns cinc metres de llarg i deu d'ample. La zona de roques també és coneguda pel nom de les Roques de Cala Major.